# Десять наиболее разыскиваемых беглецов Интерпол
Десять наиболее разыскиваемых беглецов Интерпол — список из десяти людей-беглецов, составлен Интерпол и возникший с 2001 года как неофициальный список. 17 марта 2004 года список был официально утверждён Интерпол.

## Список на март 2025 года
| Фотография | Имя                           | Дата добавления | Порядковый номер | Комментарий |
| ---------- | ----------------------------- | --------------- | ---------------- | --- |
|            | Бхадрешкумар Четанбхай Патель | 18 апреля 2017  | 514              | Предположительно зарезал свою жену в магазине Dunkin’ Donuts в Хановере, штат Мэриленд, 12 апреля 2015 года . Последний раз его видели, когда он садился в автобус до Пенсильванского вокзала в Ньюарке. По данным властей, у него есть связи в Канаде, Индии, Нью-Джерси, Кентукки, Джорджии и Иллинойсе. |
|            | Алехандро Кастильо            | 24 октября 2017 | 516              | Разыскивается за убийство в 2016 году 23-летней женщины по имени Куан «Сэнди» Лайл, с которой он ранее встречался. Они познакомились во время совместной работы в ресторане Шарлотты. |
|            | Юлан Адонай Арчага Кариас     | 3 ноября 2021   | 526              | Лидер группировки Mara Salvatrucha. В феврале 2023 года награда была повышена до 5 млн долларов. |
|            | Ружа Игнатова                 | 30 июня 2022    | 527              | Организатор финансовой пирамиды под видом якобы криптовалюты OneCoin. Возможно, была убита в 2018 году. Награда была повышена до 5 млн долларов в июне 2024 года. |

## Список на май 2023 года
1. Абу Бакр аль-Багдади
2. Абу Ибрагим аль-Хашеми аль-Кураши
3. Абу Хафс аль-Хашеми аль-Кураши
4. Абу Фатима аль-Джахейши
5. Абу Али аль-Анбари
6. Сейф аль-Адель
7. Хамза бен Ладен
8. Абу Мусаб аз-Заркави
9. Нурадин Рустамов

## Список

### 2008[1]
1. Усама бен Ладен
2. Хоакин Гусман Лоэра
3. Алимжан Турсунович Тохтахунов
4. Давуд Ибрагим
5. Маттео Мессина Денаро
6. Фелисье́н Кабу́га
7. Мануэль Маруланда Велес
8. Джозеф Кони
9. Джеймс Уайти Балджер
10. Омид Тахвили

### 2011
1. Хоакин Гусман Лоэра — мексиканский наркобарон, лидер картеля Синалоа.
2. Айман аз-Завахири — египетский лидер Аль-Каиды после убийства Усамы бен Ладена.
3. Давуд Ибрагим — индийский лидер криминальной организации D-Company.
4. Семён Юдкович Могилевич — один из лидеров ОПГ «солнцевские», являющийся гражданином России, Венгрии и Израиля.
5. Насир аль-Вухаиши — йеменский лидер Аль-Каиды
6. Маттео Мессина Денаро — сицилийский мафиозо.
7. Алимжан Турсунович Тохтахунов — один из крупнейших криминальных авторитетов России.
8. Фелисьен Кабуга — руандский бизнесмен, участвовал в организации финансировании в 1994 году геноцида в Руанде.
9. Кони, Джозеф — угандский предводитель Армии сопротивления Господа.
10. Доку Умаров — чеченский полевой командир, основатель террористической организации Имарат Кавказ.